# 590. grenadirski polk (Wehrmacht)
590. grenadirski polk (izvirno nemško 590. Grenadier-Regiment; kratica 590. GR) je bil pehotni polk Heera v času druge svetovne vojne.

## Zgodovina
Polk je bil ustanovljen 15. oktobra 1942 s preimenovanjem 590. pehotnega polka; dodeljen je bil 321. pehotni diviziji.
2. novembra 1943 so polk razpustili.